# Copa Libertadores Femenina 2011
Die Copa Libertadores Femenina 2011 war die dritte Austragung des einzigen internationalen Frauenfußballwettbewerbes für Vereinsmannschaften des südamerikanischen Kontinentalverbandes CONMEBOL. Der Wettbewerb wurde in einem zweiwöchigen Turniermodus in Brasilien zwischen dem 13. November und 27. November 2011 ausgetragen. Sämtliche Partien des Turnieres wurden – anders als bei der Herren-Ausgabe – ohne Rückspiele ausgetragen.

## Teilnehmende Mannschaften
| Land        | Verein                  | Qualifikationsgrund                     |
| ----------- | ----------------------- | --------------------------------------- |
| Argentinien | CA Boca Juniors         | Apertura-Meister der Saison 2010/11     |
| Bolivien    | Gerimex Santa Cruz      | Meister der Saison 2011                 |
| Brasilien   | FC Santos               | Titelverteidiger                        |
| Brasilien   | Duque de Caxias FC      | Sieger der Copa do Brasil Feminino 2010 |
| Brasilien   | São José EC             | Gastgeberverein                         |
| Chile       | CSD Colo-Colo           | Meister der Saison 2010                 |
| Kolumbien   | CD Formas Íntimas       | Gewinner der Copa Pre-Libertadores 2010 |
| Ecuador     | LDU Quito               | Meister der Saison 2011                 |
| Paraguay    | Universidad de Asunción | Meister der Saison 2010                 |
| Peru        | JC Sport Girls          | Meister der Saison 2011                 |
| Uruguay     | Nacional Montevideo     | Meister der Saison 2010                 |
| Venezuela   | FC Caracas              | Meister der Saison 2011                 |

## Spielstätten
|                         |                      |
| São José dos Campos     | São José dos Campos  |
| Estádio Martins Pereira | Estádio ADC Parahyba |
| Kapazität: 15.300       | Kapazität: 2.500     |

## Turnierverlauf

### Vorrunde

#### Gruppe A
| Pl. | Verein                  | Sp. | S | U | N | Tore    | Diff. | Punkte |
| --- | ----------------------- | --- | - | - | - | ------- | ----- | ------ |
| 1.  | CSD Colo-Colo           | 3   | 2 | 1 | 0 | 009:300 | +6    | 07     |
| 2.  | Universidad de Asunción | 3   | 1 | 2 | 0 | 007:300 | +4    | 05     |
| 3.  | Duque de Caxias FC      | 3   | 1 | 1 | 1 | 004:100 | +3    | 04     |
| 4.  | JC Sport Girls          | 3   | 0 | 0 | 3 | 001:140 | −13   | 0      |

| 13. November 2011       |     |                         |
| Universidad de Asunción | 2:2 | CSD Colo-Colo           |
| Duque de Caxias FC      | 4:0 | JC Sport Girls          |
| 16. November 2011       |     |                         |
| Duque de Caxias FC      | 0:0 | Universidad de Asunción |
| JC Sport Girls          | 0:5 | CSD Colo-Colo           |
| 19. November 2011       |     |                         |
| Duque de Caxias FC      | 0:1 | CSD Colo-Colo           |
| Universidad de Asunción | 5:1 | JC Sport Girls          |

#### Gruppe B
| Pl. | Verein              | Sp. | S | U | N | Tore    | Diff. | Punkte |
| --- | ------------------- | --- | - | - | - | ------- | ----- | ------ |
| 1.  | FC Santos           | 3   | 3 | 0 | 0 | 015:200 | +13   | 09     |
| 2.  | FC Caracas          | 3   | 2 | 0 | 1 | 013:400 | +9    | 06     |
| 3.  | Gerimex Santa Cruz  | 3   | 0 | 1 | 2 | 001:110 | −10   | 01     |
| 4.  | Nacional Montevideo | 3   | 0 | 1 | 2 | 001:130 | −12   | 01     |

| 14. November 2011   |     |                    |
| Nacional Montevideo | 1:1 | Gerimax Santa Cruz |
| FC Santos           | 4:2 | FC Caracas         |
| 17. November 2011   |     |                    |
| Nacional Montevideo | 0:5 | FC Caracas         |
| FC Santos           | 4:0 | Gerimax Santa Cruz |
| 20. November 2011   |     |                    |
| Gerimax Santa Cruz  | 0:6 | FC Caracas         |
| Nacional Montevideo | 0:7 | FC Santos          |

#### Gruppe C
| Pl. | Verein            | Sp. | S | U | N | Tore    | Diff. | Punkte |
| --- | ----------------- | --- | - | - | - | ------- | ----- | ------ |
| 1.  | São José EC       | 3   | 2 | 1 | 0 | 007:400 | +3    | 07     |
| 2.  | CD Formas Íntimas | 3   | 1 | 1 | 1 | 009:900 | ±0    | 04     |
| 3.  | Boca Juniors      | 3   | 1 | 0 | 2 | 006:600 | ±0    | 03     |
| 4.  | LDU Quito         | 3   | 1 | 0 | 2 | 005:800 | −3    | 03     |

| 15. November 2011 |     |                   |
| São José EC       | 2:0 | Liga de Quito     |
| CA Boca Juniors   | 2:3 | CD Formas Íntimas |
| 18. November 2011 |     |                   |
| CD Formas Íntimas | 2:3 | Liga de Quito     |
| CA Boca Juniors   | 0:1 | São José EC       |
| 21. November 2011 |     |                   |
| CD Formas Íntimas | 4:4 | São José EC       |
| CA Boca Juniors   | 4:2 | Liga de Quito     |

### Bester Zweitplatzierter
| Pl. | Verein                  | Sp. | S | U | N | Tore    | Diff. | Punkte |
| --- | ----------------------- | --- | - | - | - | ------- | ----- | ------ |
| 1.  | FC Caracas              | 3   | 2 | 0 | 1 | 013:400 | +9    | 06     |
| 2.  | Universidad de Asunción | 3   | 1 | 2 | 0 | 007:300 | +4    | 05     |
| 3.  | CD Formas Íntimas       | 3   | 1 | 1 | 1 | 009:900 | ±0    | 04     |

### Finalrunde

#### Halbfinale
| Datum             |               | Ergebnis |             | Ort                     |
| ----------------- | ------------- | -------- | ----------- | ----------------------- |
| 24. November 2011 | FC Santos     | 1:2      | São José EC | Estádio Martins Pereira |
| 24. November 2011 | CSD Colo-Colo | 4:1      | FC Caracas  | Estádio Martins Pereira |

#### Spiel um Platz 3
| Datum             |           | Ergebnis |            | Ort                     |
| ----------------- | --------- | -------- | ---------- | ----------------------- |
| 27. November 2011 | FC Santos | 6:0      | FC Caracas | Estádio Martins Pereira |

#### Finale
| São José EC                                                        | São José EC | CSD Colo-Colo | CSD Colo-Colo |
| ------------------------------------------------------------------ | --- | --- | ------------- |
| São José EC                                                        | \| 27. November 2011 in São José dos Campos (Estádio Martins Pereira) \| \| Ergebnis: 1:0 (0:0) \| \| Schiedsrichterin: Juana Delgado ( Ecuador) \| | \| 27. November 2011 in São José dos Campos (Estádio Martins Pereira) \| \| Ergebnis: 1:0 (0:0) \| \| Schiedsrichterin: Juana Delgado ( Ecuador) \| | CSD Colo-Colo |
| São José EC                                                        | 1:0 Poliana (52.) | | CSD Colo-Colo |
| 27. November 2011 in São José dos Campos (Estádio Martins Pereira) | | |               |
| Ergebnis: 1:0 (0:0)                                                | | |               |
| Schiedsrichterin: Juana Delgado ( Ecuador)                         | | |               |

## Siegermannschaft
| São José EC | |
| São José EC | - Tor: Renatinha, Fernanda Fonseca - Abwehr: Poliana, Gislaine, Daiane Bagé, Mari Pereira, Cubana - Mittelfeld: Edna Baiana, Francielle, Formiga, Camila Nobre, Michele Carioca, Monique Peçanha, Priscila Rossetti, Michele Nunes - Sturm: Fabiana Loirão, Daniele Batista, Faby Nascimento, Rafaela Heloísa - Trainer: Márcio Oliveira |

## Statistik

### Beste Torschützinnen
| Rang | Spielerin           | Klub                    | Tore |
| ---- | ------------------- | ----------------------- | ---- |
| 1    | Ysaura Viso Garrido | FC Caracas              | 9    |
| 2    | Érika               | FC Santos               | 4    |
|      | Daniele Batista     | São José EC             | 4    |
|      | Bárbara Santibáñez  | CSD Colo-Colo           | 4    |
| 5    | Glaucia             | FC Santos               | 3    |
|      | Karen               | FC Santos               | 3    |
|      | Poliana             | São José EC             | 3    |
|      | Nathalie Quezada    | CSD Colo-Colo           | 3    |
|      | Karen Araya         | CSD Colo-Colo           | 3    |
|      | Yisela Cuesta       | CD Formas Íntimas       | 3    |
|      | Mónica Quinteros    | LDU Quito               | 3    |
|      | Dulce Quintana      | Universidad de Asunción | 3    |

## Weblink
- Women's Copa Libertadores 2011 (rsssf.org)